# ماكس جينسبرج
ماكس جينسبرج هو فنان معاصر من مواليد عام 1931 في باريس / فرنسا  عاش طوال حياته في نيويورك التي استوحى من حياة سكانها أغلبية رسوماته، ومن أشهر لوحاته الفنية (حرب البيتتا بالأنجليزية: War Pieta) التي أخذ فكرتها من تمثال بيتتا للفنان الإيطالي مايكل انجلو .

## حياته
كان ماكس له شغف كبير في الفن والرسم منذ الصغر، وقد درس في العديد من مدارس تعليم الفن، وذلك لم يغنيه عن التعلم الذاتي مع قريبه ابراهام جينسبرج لوقت طويل على شكل فترات متقطعه، بعد اثبات نفسه في مجال الفن، بدأ بالتدريس في مدرسة ثانوية لتعليم الفن والتصميم و بعدها في مدرسة الفنون المرئية التي تعدّ من أفضل كليات الفنون في نيويورك وذلك لعدد الخريجين البارزين التي أنجبتهم، وبالنهاية استقر في رابطة طلاب الفن في نيويورك .

## لوحاته
من أشهر لوحاته  :
- حرب البيتتا ( War Pieta ) : هي لوحة مرسومة بالألوان الزيتية التي جسد فيها الحرب التي تحصل في العراق وذلك من خلال ام فقدت ولدها في تلك الحرب فأبدع في اظهار تجلي الحزن على وجهها.[2]
- حبس الرهن (Foreclosure ) : هي لوحة مرسومة بالألوان الزيتية جسّد فيها عائلة يتم أخذ أموالها وبيتها وبالتالي يصبح الشارع هو من يحويهم وتظهر فيها عظمة هذا الفنان الذي أظهر ملامح البؤس واليأس على وجوه الأشخاص.

## جوائزه
بعض من الجوائز التي نالها ماكس وهي أشهرها :
- ميدالة ذهبية من جمعية الرسامين 1984.
- ميدالية فضية من الحلفاء الأمريكين 2004.
- جائزة معهد بتلر للفن الأمريكي 2008.[1]

## عملاءه
من أهم العملاء الذين تعاون معهم هم :
- مجلة نيويورك تايمز .
- مجلة نيويورك.
- منشورات هاربر كولنز.
- منشورات البطريق [1]

و غيرهم ..